# Mattin Treku
Mattin Treku Inharga, né le 11 octobre 1916 à Ahetze (Labourd) et mort le 22 juillet 1981 à Bayonne, était un bertsolari renommé du Pays basque français.

## État civil
Mattin Treku est né à Ahetze à la maison Mulienea le 11 octobre 1916. Il y demeura toute sa vie en tant qu'agriculteur.
Il se maria avec Mari Olandegi de Saint-Pée-sur-Nivelle le 9 août 1947, et eut un fils, Jean-Pierre.
Il vécut dans la maison Harrieta à Ahetze et décéda à Bayonne le 22 juillet 1981.

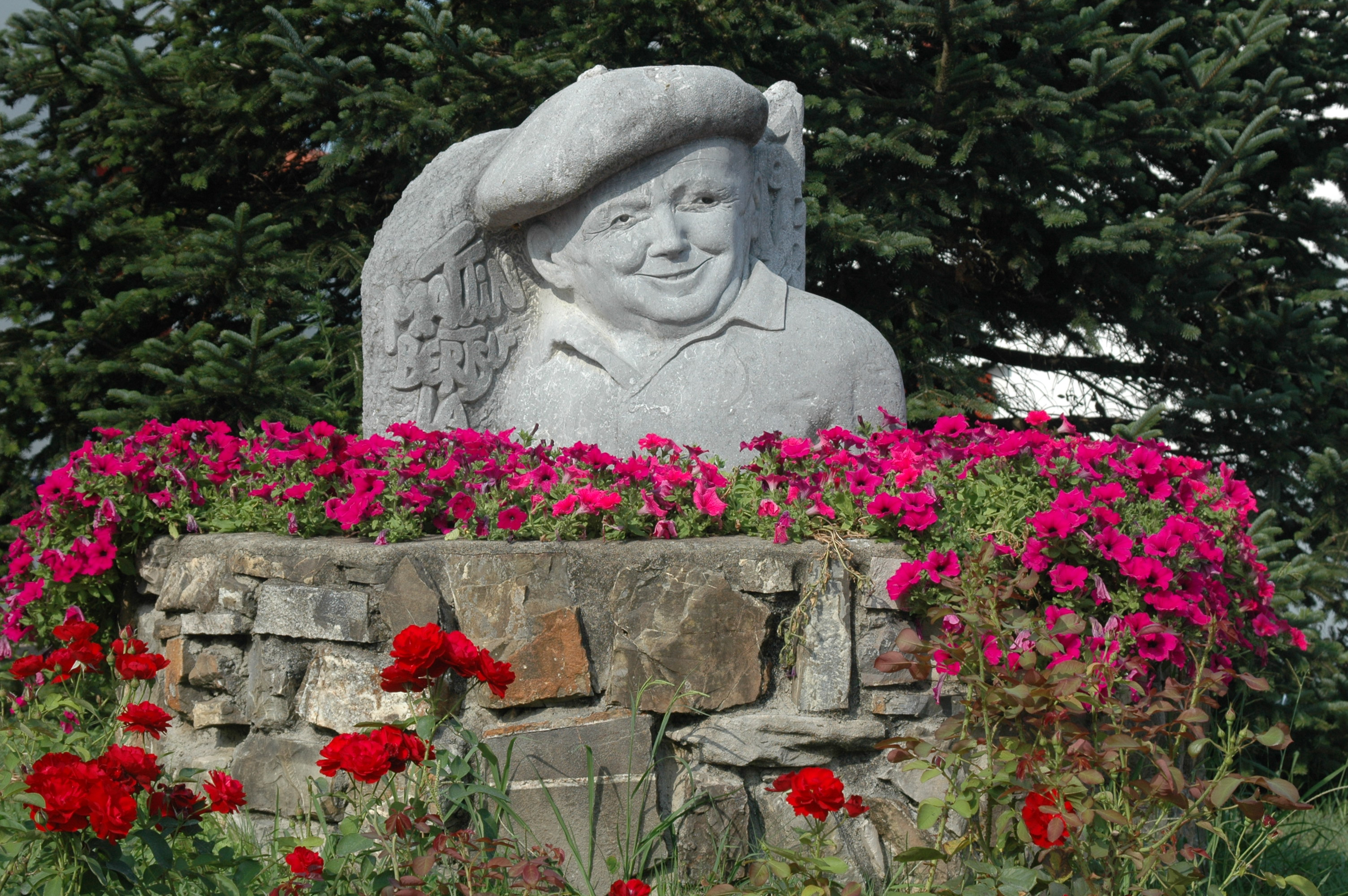
Ahetze, statue de Mattin Treku, sculptée par Piarres Erdozaintzi.

## Biographie
Son grand-père paternel, originaire de Lezo (province du Gipuzkoa), s'installa à Ahetze lors de la seconde guerre carliste. 
La première de ses improvisations publiques date de 1933 durant les fêtes de Sare. En 1948 il remporte le championnat d'Urrugne. En 1952 il remporte le championnat de Sare. À partir de 1960, et jusqu'à sa mort, il participe à tous les championnats organisés à Saint-Sébastien (Espagne), faisant équipe avec Xalbador Aire. En 1972 il remporte le prix du meilleur bertsolari de l'année.

## Œuvres
- Ahal dena (Le possible) en 1971
- Ene xokotik kantari (Chanteur depuis mon coin) en 1981.